# تنرزویل (پنسیلوانیا)
تنرزویل (به انگلیسی: Tannersville) یک منطقهٔ مسکونی در ایالات متحده آمریکا است که در پنسیلوانیا واقع شده‌است. تنرزویل ۲۷۱٫۸۸ متر بالاتر از سطح دریا واقع شده‌است.